# Ronquido
El ronquido es un fenómeno acústico que tiene lugar durante el sueño como consecuencia de la vibración de las estructuras nasoorales. Es consecuencia de una resistencia al flujo aéreo en la vía aérea superior.
Debe ser motivo de consulta médica ya que puede ocultar un SAOS (síndrome de apnea obstructiva del sueño). Puede asociarse a enfermedades graves como:
- hipertensión arterial
- accidente cerebrovascular
- infarto agudo de miocardio.

Su prevalencia es elevada en la población general: se estima que se presenta en alrededor del 40% de los varones y el 20% de las mujeres, y aumenta con la edad. 
También se estima que el 45% de los adultos ronca ocasionalmente, y que al menos el 25% lo hace en forma frecuente.

## Causas

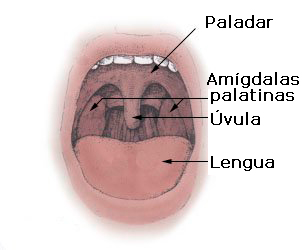
Ubicación de la úvula dentro de la cavidad bucal.

Las causas de los ronquidos son las siguientes:
- Predisposición genética, una proporción de la cual suele ser mediada por otros rasgos heredables asociados al estilo de vida, como lo son el índice de masa corporal, el consumo de tabaco y de alcohol.[1]
- Debilidad en la garganta, haciendo que se cierre durante el sueño.
- Desplazamiento de la mandíbula, a menudo causado por tensión muscular del cuello.
- Grasa acumulada alrededor de la garganta.
- Obstrucciones en las vías nasales.
- Apnea obstructiva del sueño.
- Canales estrechos, provocando que los tejidos laterales se toquen entre ellos.
- Relajantes como el alcohol, capaces de relajar los músculos de la garganta.[1]
- Posición sobre la espalda, que puede desplazar la lengua hacia la parte trasera de la boca.
- Rinitis

## Otro tipo de ronquido
El ronquido recurrente (que se produce todas las noches) debe diferenciarse del ronquido ocasional que es provocado por el cansancio o el consumo ocasional de alcohol. En el caso de este último, se debe recibir tratamiento, y cuanto antes mejor, pues es un proceso evolutivo. Si persiste, la obstrucción implica otras estructuras del área ORL. El tratamiento puede ser mediante cirugía, radiofrecuencia, implante de paladar o CPAP.
Los ronquidos humanos pueden llegar a niveles realmente preocupantes tanto para la salud de la persona que los padece como para su entorno social inmediato.
El ronquido se asocia a obesidad, estrés, tabaquismo y obstrucción nasal.
En aspectos sociales, muchos matrimonios se han disuelto porque uno de los cónyuges ronca en exceso y no deja descansar a su pareja, cosa que crea fuertes tensiones y rechazo a dormir juntos.

## Condicionantes del ronquido

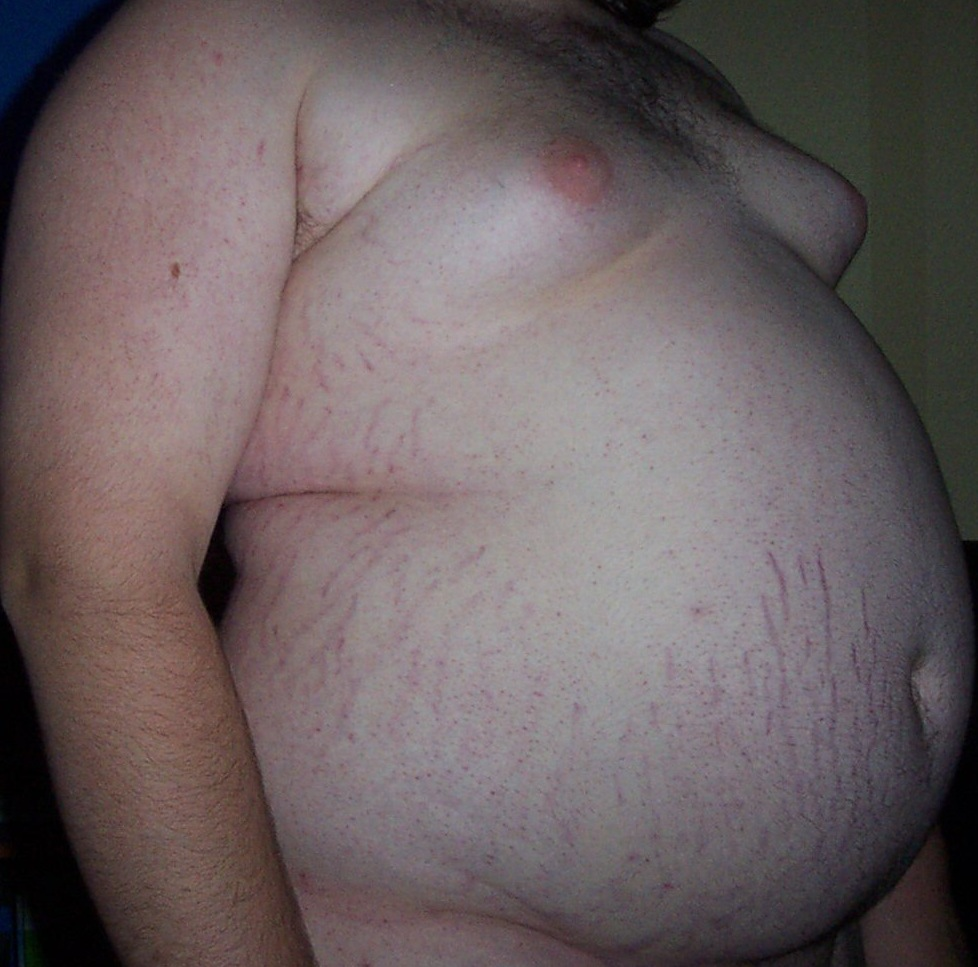
El grado de obesidad puede condicionar a una persona roncadora

Para que se produzca el ronquido se pueden dar alguna de las siguientes condiciones o todas ellas:
1. Situación de estrés.
2. Estrechez de los cornetes nasales o existencia de un cuadro de sinusitis crónica.
3. Obstrucción respiratoria parcial o total, que obliga al aire a pasar a presión para llegar a los pulmones.
4. Tejidos blandos que se sueltan y (como la relajación muscular del paladar que se suelta o la base de la lengua) vibran al paso del aire forzado a presión.
5. Mala postura al dormir o mal estado del colchón.
6. Obesidad (sobrepeso) con desarrollo de abundante grasa abdominal (panza) que obstruye el trabajo del músculo diafragma, un músculo esencial en la respiración pulmonar.
7. Tabaquismo
8. Alcoholismo.

## Consecuencias en la salud
Los ronquidos son un signo o señal del Trastorno del sueño y una alteración en la respiración, y pueden tener graves consecuencias, partiendo por un estado soporífero de somnolencia temporal, pérdida temporal de la memoria (dificultad para recordar nombres, fechas etc.), incapacidad parcial del raciocinio lógico (realizar operaciones aritméticas por ejemplo) y migrañas, irritabilidad, dificultad para memorizar, pérdida de conciencia situacional y cambios bruscos de carácter.

### Salud física
- El cuerpo no descansa.
- Deterioro de la calidad de vida personal y social
- Hipertensión
- Problemas cardíacos
- Irritabilidad

### Salud mental
- Cansancio (la persona no logra descansar)
- Somnolencia
- Dificultad para realizar asociaciones y análisis lógicos
- Estrés
- Dolor de cabeza
- Pérdida de memoria

## Tratamiento
El tratamiento de las personas que roncan es variado según la causa; pero los resultados no están plenamente garantizados con una cura definitiva.

### Autoayuda
La primera autoayuda contra el ronquido es:
- Reducir la ansiedad y el nivel de estrés
- Mejorar las condiciones del lecho y el ambiente del dormitorio
- Privilegiar los ambientes reposados
- Practicar ejercicios de relajación
- Reducir el peso, si es excesivo (ver sobrepeso)
- No hacer cenas pesadas
- No consumir alcohol
- No fumar

### Ejercicios respiratorios
Existen ejercicios específicos para la musculatura de la faringe, que logran retraer el velo del paladar, ensanchar el diámetro orofaringeo y desplazar la lengua hacia adelante. Estos ejercicios son utilizados en foniatría y en programas de reeducación de la voz.

#### Dilatadores Nasales
Estos pequeños dispositivos se colocan en las fosas nasales para mejorar el flujo de aire. Ayudan a mantener las vías respiratorias superiores abiertas, reduciendo así la vibración que causa el ronquido.

### Dispositivos de Avance Mandibular (DAM)
Es un dispositivo, de uso nocturno, que introducido en la boca modifica la posición de la mandíbula y de la lengua consiguiendo un avance de dichas estructuras y facilitando así el paso del aire. La American Sleep Disorders Association (ASDA) define a los DAM (4) como dispositivos que se introducen en la boca modificando la posición de la mandíbula, lengua y otras estructuras de soporte de la VAS para el tratamiento del ronquido y/o el síndrome de apnea del sueño (SAHS). Los considera como una alternativa válida de primera elección para roncadores simples. Actúan a nivel de la base de la lengua, permitiendo abrir el espacio retrolingual, aunque sólo tienen efecto si la obstrucción se localiza a este nivel. Los DAM realizan un movimiento anterior e inferior de la mandíbula generando variaciones anatómicas en la vía aérea superior que consiguen incrementar el área seccional faríngea. Los DAM generan cambios en las presiones faríngeas locales que contribuyen a normalizar las propiedades fisiológicas de la vía aérea superior.
Los DAM son muy eficaces en el tratamiento del ronquido (eliminación del mismo en el 50% de los casos) consiguiendo una reducción significativa del mismo en 90%-100% de los pacientes, así como una mejora en la calidad del sueño. En los registros polisomnográficos se confirman los beneficios percibidos por el paciente, con reducción de la frecuencia e intensidad del ronquido, apneas, número de arousals y un aumento significativo del sueño de ondas lentas y REM.

### Posición para dormir
Puede ser una ayuda poner la cabecera de la cama en una posición alta (poniendo tacos bajo las patas de la cama, o aumentando el número de almohadas), así la posición de cuerpo se eleva y el ronquido reduce. La mejor posición es dormir de lado (decúbito lateral) con la cabeza y el cuello alineados, de forma que la garganta quede libre y despejada.

### CPAP: presión continua de aire en la vía aérea superior

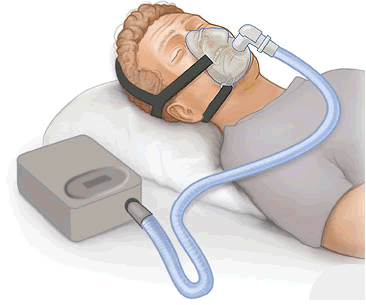
CPAP

El CPAP es una máquina que proporciona aire de forma continuada a la vía área superior inyectando aire a presión durante la noche, y así evita el bloqueo. El aire entra a través de la nariz mediante una mascarilla. Es el tratamiento más utilizado para los pacientes con apnea grave.
No es un tratamiento curativo sino paliativo. Hay que utilizarlo cada noche durante un mínimo de 5 horas y seguramente de por vida. Su problema es la incomodidad, ya que obliga a dormir con una mascarilla conectada a una manguera y ésta a un compresor de aire.

### Cinta
Existe la posibilidad de utilizar una cinta de apoyo para el maxilar.

### Cirugía
Es el remedio extremo. Hay varios tipos de cirugía y su objetivo es evitar la obstrucción en las vías aéreas superiores. Su utilidad es controvertida. En la actualidad se práctica cirugía usando electrodos bipolares directamente en los cornetes nasales. Esta cirugía es ambulatoria y de bajo costo por ser poco invasiva y requerir sólo anestesia local. Después de la operación, se pide que el paciente utilice por algún tiempo un vendaje especial que se extienda desde la parte superior de la cabeza y cierre la mandíbula, con la finalidad de acostumbrar al paciente a respirar por la nariz.